# Wettelijke controle
Een wettelijke controle is een controle van een financiële verantwoording van een onderneming of instelling ten behoeve van het maatschappelijk verkeer, die verplicht is gesteld bij of krachtens de bijlage bij de Wet toezicht accountantsorganisaties.
De in Nederland meest bekende wettelijke controle is de controle van de jaarrekening die voortvloeit uit artikel 396 BW2. 
Een onderneming of een instelling is volgens artikel 396 BW 2 wettelijk controleplichtig indien een onderneming twee boekjaren achtereen heeft voldaan aan 2 van de 3 criteria:
- omzet van meer dan 12,0 miljoen euro
- balanstotaal van meer dan 6,0 miljoen euro
- gemiddeld 50 of meer dan 50 medewerkers in dienst.[1]

Deze criteria gelden ook de andere kant op. Indien een onderneming, welke wettelijk controleplichtig is, twee jaar onafgebroken niet meer voldoet aan de criteria, dan is die onderneming niet meer wettelijk controleplichtig.
Geen wettelijke controles zijn bijvoorbeeld: controleopdrachten die verplicht zijn gesteld op grond van statuten, controleopdrachten die vrijwillig zijn verstrekt, beoordelingsverklaringen en samenstellingsverklaringen. 
Een wettelijke controle moet worden uitgevoerd door een accountant die in het bezit is van een door de Autoriteit Financiële Markten afgegeven vergunning.  Om in het bezit te komen van zo'n vergunning worden eisen gesteld aan onder meer het kwaliteitsniveau van het accountantskantoor. De AFM heeft eind september 2008 aan 463 accountantsorganisaties een vergunning verleend om wettelijke controles te verrichten bij zogenaamde niet-OOB-organisaties. Van de niet-OOB vergunninghouders verricht 65 procent minder dan 6 wettelijke controles.
Een OOB is een organisatie van openbaar belang: het gaat om organisaties die door hun omvang of functie in het maatschappelijk verkeer de belangen van grotere groepen raken, bijvoorbeeld verzekeraars en kredietinstellingen.